# Ibn Battuta
Ibn Battuta (25 tháng 2 năm 1304 – 1368 hoặc 1369) (Tên đầy đủ: Abu Abdullah Muhammad Ibn Abdullah Al Lawati Al Tanji Ibn Battuta, tiếng Ả Rập: أبو عبد الله محمد ابن عبد الله اللواتي الطنجي بن بطوطة) là học giả và nhà du hành người Maroc, ông nổi tiếng với các chuyến hành trình và thám hiểm gọi là Rihla (Voyage). Các cuộc hành trình của ông kéo dài gần 30 năm và qua hầu hết thế giới đạo Hồi đến cả Bắc Phi, Tây Phi, Nam Âu, Đông Âu, và đi đến vùng phía đông như Trung Đông, tiểu lục địa Ấn Độ, Trung Á, Đông Nam Á và Trung Quốc. Đó là một đoạn đường dài hơn những người du hành trước ông, bao gồm cả Marco Polo.

## Những nơi Ibn Battuta đã đến
Trong suốt cuộc đời Ibn Battuta đã đi hơn 117 500 km và thăm gần 44 quốc gia hiện đại, sau đây là danh sách các điểm đến của ông.
| Maghreb - Tangier - Fes - Marrakech - Tlemcen (Tilimsan) - Miliana - Algiers - Dãy núi Djurdjura - Béjaïa - Constantine - được đặt tên là Qusantînah. - Annaba - Hay gọi là Bona. - Tunis - vào lúc đó, Abu Yahya (con trai của Abu Zajaria) là sultan của Tunis. - Sousse - còn gọi là Susah. - Sfax - Gabès - Tripoli Arab Mashriq - Cairo - Alexandria - Damietta - Jerusalem - Bethlehem - Hebron - Damas - Latakia - Ai Cập - Syria - Medina - thăm mộ của Tiên tri Muhammad. - Jeddah - Mecca - thực hiện chuyến đi đến Mecca. - Najaf - thăm mộ của 'Ali ibn Abi Talib. - Rabigh - thành phố phía bắc Jeddah trên bờ biển Đỏ. - Oman - Dhofar - Hajr (Riyadh hiện đại) - Bahrain - Al-Hasa - Eo biển Hormuz - Yemen - Qatif Tây Ban Nha - Granada - Valencia Đế quốc Byzantine và Tây Âu - Konya - Antalya - Bulgaria - Azov - Kazan - Volga River - Constantinople | Trung Á - Khwarezm và Khorasan (hiện là Uzbekistan, Tajikistan, Balochistan (Pakistan ngày nay) và Afghanistan) - Bukhara và Samarqand - Các vùng Pashtun của đông Afghanistan và bắc Pakistan (Pakhtunkhwa) Nam Á - Bắc Ấn Độ - Sindh (Pakistan) - Multan - Delhi - Uttar Pradesh ngày nay - Gujarat ngày nay - Maharashtra - Kozhikode - Malabar - Pandiyan Kingdom - Bengal (Bangladesh ngày nay và Tây Bengal) - Sông Brahmaputra ở Bangladeshtrên đường đến Trung Quốc. - Sông Meghna gần Dhaka - Sylhet gặp Sufi Shaikh Hazrat Shah Jalal. - Maldives - Sri Lanka - ông gọi là Ả Rập lúc đó là Serendip. Ibn Battuta đến Vương quốc Jaffna và Đỉnh Adam. Trung Quốc - Quảng Châu - ông gọi trong sách của ông là phố lừa. - Hàng Châu — Ibn Battuta xem thành phố này trong sách ông là "Madinat Alkhansa" مدينة الخنساء. Ông cũng viết rằng nó là thành phố lớn nhất thế giới lúc đó; ông mất 3 ngày để đi qua thành phố. - Bắc Kinh - Ibn Battuta mô tả Bắc Kinh là một thành phố gọn gàng. - Phúc Kiến - Tuyền Châu Đông Nam Á - Myanmar - Vương quốc Samudera Pasai, Aceh, Bắc Sumatra, Indonesia - Malacca, bán đảo Mã Lai (Malaysia) - Champa Somalia - Mogadishu - Zeila Bờ biển Swahili - Kilwa - Mombasa Đế quốc Mali và Tây Phi - Timbuktu - Gao - Takedda Mauritanie - Oualata (Walata) Trong suốt hầu hết các chuyến hành trình của ông ở Đế quốc Mali, Ibn Battuta đã đi cùng một đoàn tùy tùng gồm cả nô lệ, hầu hết hàng hóa họ mang theo là để buôn bán, nhưng cũng buôn bán cả nô lệ. Trong chuyến trở về từ Takedda đến Morocco, tàu của ông chở 600 nô lệ nữ, điều đó cho thấy rằng chế độ nô lệ là một phần trong hoạt động thương mại của đế chế. |